# The Killer (2024)
The Killer ist ein US-amerikanischer Actionthriller aus dem Jahr 2024 unter der Regie von John Woo. Er ist ein Remake von Woos gleichnamigem Film aus dem Jahre 1989. Nathalie Emmanuel, Omar Sy, Sam Worthington, Diana Silvers, Eric Cantona und Saïd Taghmaoui spielen die wichtigsten Rollen.
Der Film wurde in den Vereinigten Staaten vom Streaming-Dienst Peacock am 23. August 2024 veröffentlicht.

## Handlung
Zee ist eine professionelle Auftragsmörderin, die in Paris lebt und regelmäßig von Finn, einem Iren, Aufträge bekommt. Finn arbeitet für den Gangsterboss Jules Gobert und beauftragt Zee regelmäßig damit, Goberts Rivalen im Drogengeschäft auszuschalten. Da Zee als Killerin stets vorsichtig agieren muss und sich nicht fest an einen Ort, an großen Besitz und an viele Menschen binden kann, sind ihr nur wenige Dinge geblieben, die ihr Halt geben. Ihre größte Stütze ist die Freundschaft zu einem alten Schneider namens Tessier, der sie mit Verkleidungen für ihre Aufträge versorgt.
In der Filmhandlung beauftragt Finn Zee damit, die Mitglieder einer Drogenbande aus Marseille zu töten. Fee spürt die Gruppe in einem örtlichen Nachtclub auf, in dem gerade eine junge amerikanische Sängerin namens Jenn Clark auftritt. Etwa zur gleichen Zeit versuchen der Polizeiinspektor Sey mit seinem Partner Jax, Jenns mit Drogen dealenden Freund zu verhaften, aber Coco entkommt, verletzt Jax und nimmt eine Geisel, so dass Sey gezwungen ist, ihn zu töten. Zum Zeitpunkt seines Todes hörte Coco eine Demo-Aufnahme von einem von Jenns Songs, was Sey auf die Spur der Sängerin bringt. Zee erfüllt ihren Auftrag und schaltet alle Gangster aus, aber im Kampfgetümmel stürzt Jenn auf den Hinterkopf, wodurch sie nahezu erblindet. Entgegen ihrer sonstigen Arbeitsweise, keine Zeugen zu hinterlassen, hat Zee Mitleid mit Jenn und verschont sie. 
Bevor Finns Schläger Jenn im Krankenhaus ermorden können, trifft Zee ein, um sie in Sicherheit zu bringen. Später trifft sie sich mit Finn an ihrem üblichen Treffpunkt, einer verlassenen Kirche, und lügt ihm vor, sie habe Jenn beseitigt. Sey spürt Zee auf und lässt sie verhaften. Während des Verhörs erfährt er, dass sie ihm bei einem seiner früheren Fälle das Leben gerettet hat. Zee entkommt aus dem Gewahrsam, muss aber feststellen, dass Jenn von Finns Männern entführt wurde.
Nach einer Meinungsverschiedenheit lässt Finn Gobert töten, stellt Sey eine Falle und zwingt den Polizisten dadurch, unterzutauchen. Mit dem Versprechen, Jenn die Freiheit zu schenken, überredet Finn Zee, Sey aufzuspüren und zu beseitigen. Zee wendet sich jedoch von ihrem Auftraggeber ab und tut sich mit Sey zusammen, um Finn zu stürzen. Sie erbeuten Heroin von Finn und arrangieren einen Austausch der Drogen gegen Jenn in der verlassenen Kirche.
Das Treffen führt zu einem heftigen Kampf zwischen Zee und Sey auf der einen sowie Finn und seinen Schlägern auf der anderen Seite, in dessen Verlauf die Drogen durch eine von Sey angebrachte Sprengladung zerstört werden. Als Finn sich anschickt, Zee zu töten, lenkt sie ihn mit einer Frage ab, so dass Sey ihr eine Waffe zustecken kann, mit der sie Finn erschießt. 
Zee beschließt am Ende, ihr Leben grundlegend zu verändern. Jenn erlangt ihr Augenlicht zurück.

## Unterschiede zum Originalfilm
The Killer ist weniger ein originalgetreues Remake als vielmehr eine moderne Neuinterpretation des Films von 1989. John Woo verlegt die Handlung seines Heroic-Bloodshed-Klassikers aus dem Hongkong der späten 1980er-Jahre in das Paris der Gegenwart und modernisiert dabei auch die Handlung sowie die Figuren seiner Story. Während im Original mit Chow Yun-Fat und Danny Lee zwei männliche Schauspieler die zudem als sehr maskulin dargestellten Hauptfiguren spielen, vergibt Woo im Remake die wichtigste Rolle, nämlich die der Killerin, an die Schauspielerin Nathalie Emmanuel und thematisiert diesen neuen Fokus auf eine starke weibliche Figur auch in der Handlung durch Sätze wie „Never send boys to do a woman's job.“ Diese Modernisierung der Rollen war für ein Remake nicht von Beginn an geplant gewesen. Zunächst hatte Regisseur und Drehbuchautor Walter Hill an einem Drehbuch gearbeitet, in dem Richard Gere und Denzel Washington die originalen Rollen des Jeff und des Li übernommen hätten. Später kam als Option ins Gespräch, die Polizistenrolle zu einer weiblichen Figur, gespielt von Michelle Yeoh, umzuformen. Durch den Einstieg von Woo in das Remake-Projekt änderten sich diese Pläne vollständig.
Neben vielen Handlungssträngen entspricht auch das Ende des Films nicht dem Original. Während dort Jeff, wie im Heroic-Bloodshed-Genre nicht unüblich, am Ende stirbt, besitzt das Remake ein Happy End, wie es für moderne Actionthriller gängig ist.